# های‌سنس
های‌سنس (به انگلیسی: Hisense) شرکت دولتی صنایع الکترونیک چینی چندملیتی است، که در زمینه تولید لوازم خانگی بزرگ، دستگاه‌های گیرنده دیجیتال تلویزیون، ترمینال‌های رایانه، تجهیزات تهویه مطبوع، دستگاه‌های تلفن همراه و تبلت، صندوق‌ها و پایانه‌های فروش فعالیت می‌نماید.
شرکت های‌سنس در سال ۱۹۶۹ راه‌اندازی شد و اکنون دارای ۱۳ کارخانه تولیدی در چین و بیش از ۴۰ شرکت تابعه در آسیا، آمریکای شمالی و جنوبی، اقیانوسیه، اروپا و آفریقا می‌باشد.
دفتر مرکزی این شرکت در شهر چینگ‌دائو، جمهوری خلق چین قرار دارد و بخشی از سهام آن در بازارهای بورس اوراق بهادار هنگ کنگ و بورس شانگهای معامله می‌شود.